# Penestoglossa dyscrita
Penestoglossa dyscrita är en fjärilsart som beskrevs av Edward Meyrick 1926. Penestoglossa dyscrita ingår i släktet Penestoglossa och familjen säckspinnare. Inga underarter finns listade i Catalogue of Life.